# Gunung Mariah
Gunung Mariah is een bestuurslaag in het regentschap Simalungun van de provincie Noord-Sumatra, Indonesië. Gunung Mariah telt 1085 inwoners (volkstelling 2010).